# 스티브 프랭큰

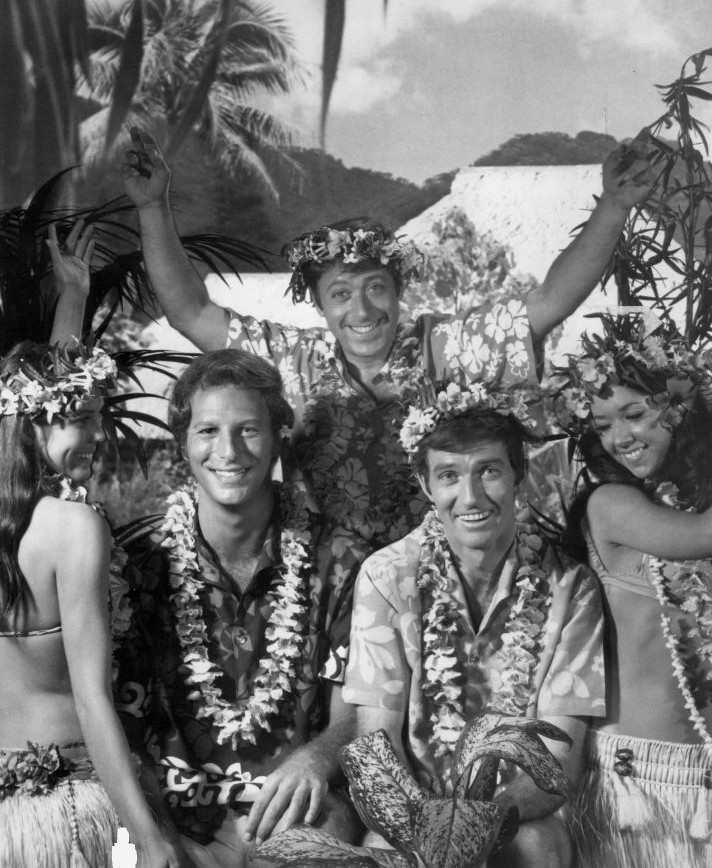

스티브 프랭컨(Steve Franken, 1932년 5월 27일 ~ 2012년 8월 24일)은 미국의 배우이다.
브루클린에서 태어났다.

## 출연 작품
- 천사와 악마 (2009년)
- 데드 섹시 (2001년)
- 디시 독스 (2000년)
- 익스트림 리미트 (2000년)
- 에이전트 레드 (2000년)
- 오메가 코드 (1999년)
- 외계인 먼치 2 (1994년)
- 네버 포겟 (1991년)
- 트랜실바니아의 저주 (1990년)
- 고속도로 살인사건 (1988년)
- 연애학개론 (1987년)
- 청춘 고백 (1983년)
- 하들리 워킹 (1980년)
- 목사님 만세 (1979년)
- 어밸런취 (1978년)
- 하늘의 공포 (1978, Terror Out of the Sky)
- 미주리 브레이크 (1976년)
- 피터 프라우드의 환생 (1974년)
- 이색지대 (1973년)
- 위치 웨이 투 더 프론트 (1970년)
- 제12순찰대 (1968년)
- 파티 (1968년)
- 폴로우 미, 보이즈! (1966년)
- 에밀리를 미국 사람으로 만들기 (1964년)

### 텔레비전
- 스폰
- 도비 길리스
- 사랑의 유람선 (1977년)
- 기동순찰대 (1977년)
- 제5전선 (1966년)
- 아내는 요술쟁이 (1964년)
- 디즈니랜드 (1954년)